# Attaque sur Léningrad
Pour plus de détails, voir Fiche technique et Distribution.
Attaque sur Léningrad (en anglais : Attack on Leningrad ou Leningrad, en russe : Ленинград) est un drame de guerre russo-britannique écrit et réalisé en 2009 par Alexandre Bouravski.

## Synopsis
Quand en 1941 l'Allemagne nazie envahit l'URSS, ses troupes assiègent rapidement la ville de Léningrad. Les journalistes étrangers sont évacués, mais l'une d'elles, Kate Davis, est présumée disparue et rate l'avion. Se retrouvant seule dans la ville, elle rencontre une jeune femme idéaliste et ensemble, elles vont se battre pour survivre et pour aider les habitants de la ville assiégée...

## Fiche technique
- Titre original : Attack on Leningrad ou Leningrad
- Réalisation : Alexandre Bouravski
- Scénario : Alexandre Bouravski, Chris Solimine
- Production : Alexandre Bouravski, Chris Curling, Peter Doyle, David Gamburg, Andre Gromkovski, Leo Zisman
- Musique : Youri Poteïenko
- Images : Vladimir Klimov
- Montage : Maria Sergueïenkova
- Format : 2,35:1 couleur
- Genre : Drame, Guerre
- Durée : 110 minutes
- Langue : anglais, russe, allemand
- Pays :  Royaume-Uni,  Russie

## Distribution
- Gabriel Byrne : Phillip Parker
- Mira Sorvino : Kate Davis
- Olga Soutoulova : Nina Tsvetkova
- Alena Stebunova : Sonia Krasko
- Vadim Loginov : Ioura Krasko
- Alexandra Kulikova : Sima Krasko
- Alexandre Abdoulov : Tchigassov
- Vladimir Iline : Malinine
- Mikhaïl Efremov : Omeltchenko
- Mikhaïl Troukhine : Vernik
- Evgueni Sidikhine : Korneïev
- Kirill Lavrov : Speaker à la radio
- Armin Mueller-Stahl : maréchal Wilhelm Ritter von Leeb
- Alexander Beyer : Walter Hoesdorff
- Aleksandre Filippenko : Arkatov
- Maria Goloubkina : Agueïeva
- Sergueï Nikonenko : capitaine d'artillerie
- Valentina Talyzina : Valentina